# Alex Dyer
Alex Dyer (Täby, Suecia; 11 de junio de 1990) es un futbolista de Montserrat nacido en Suecia que juega en la posición de centrocampista y que actualmente milita en el Wealdstone FC de la Conference National de Inglaterra.

## Carrera

### Club
| Periodo   | Club                     |
| --------- | ------------------------ |
| 2007–2010 | Northampton Town FC      |
| 2010–2013 | Wealdstone FC            |
| 2013      | Welling United FC        |
| 2014–2016 | Östersunds FK            |
| 2017–2019 | IF Elfsborg              |
| 2019      | → Lillestrøm SK (cedido) |
| 2020      | Al Tadhamon SC           |
| 2020–     | Wealdstone FC            |

### Selección nacional
Debutó con Montserrat el 15 de junio de 2011 en un partido ante Belice por la clasificación para la Copa Mundial de Fútbol de 2014 jugado en Trinidad y Tobago que terminó con derrota por 2-5.